# The Doughnut in Granny's Greenhouse
The Doughnut in Granny's Greenhouse är det andra studioalbumet av Bonzo Dog Doo-Dah Band som nu hade ändrat namnet till Bonzo Dog Band. Den amerikanska versionen utgavs under namnet Urban Spaceman med låten "I'm the Urban Spaceman" som ett extra spår. (Denna låt producerades för övrigt av Paul McCartney under pseudonymet Apollon C. Vermouth. Albumet lanserades november 1968 av Liberty Records i Storbritannien och av Imperial Records i USA.
2007 blev den brittiska versionen, (The Doughnut in Granny's Greenhouse) återutgiven av EMI med 5 bonusspår.

## Låtlista
Sida 1
1. "We Are Normal" (Innes, Stanshall) – 4:49
2. "Postcard" (Innes, Stanshall) – 4:23
3. "Beautiful Zelda" (Innes) – 2:25
4. "Can Blue Men Sing the Whites" (Stanshall) – 2:49
5. "Hello Mabel" (Innes) – 2:46
6. "Kama Sutra" (Innes, Stanshall) – 0:40

Sida 2
1. "Humanoid Boogie" (Innes) – 3:03
2. "Trouser Press" (Spear) – 2:18
3. "My Pink Half Of The Drainpipe" (Stanshall) – 3:34
4. "Rockaliser Baby" (Innes, Stanshall) – 3:32
5. "Rhinocratic Oaths" (Innes, Stanshall) – 3:22
6. "11 Moustachioed Daughters" (Stanshall) – 4:49

Bonusspår på 2007-utgåvan
1. "Blue Suede Shoes" (Carl Perkins) (tidigare outgiven) – 1:38
2. "Bang Bang" (Sonny Bono) (tidigare outgiven) – 2:40
3. "Alley Oop" (Girls version) (Dallas Frazier) – 2:32
4. "Canyons Of Your Mind" (Single version)	(Vivian Stanshall) – 3:02
5. "Mr. Apollo" (German version) (Innes, Stanshall) – 4:10

## Medverkande
- Vivian Stanshall – sång, recitativ, trumpet, tuba, percussion, violin, saxofon, euphonium, säckpipa
- Neil Innes – sång, orgel, piano, gitarr, vibrafon, mellotron, cembalo, dragspel
- "Legs" Larry Smith – trummor, percussion, sång, ljudeffekter
- Roger "Ruskin" Spear – gitarr, trumpet, ljudeffekter, klarinett, saxofon, kornett, sång, dragspel, glockenspiel
- Rodney Slater – oboe, saxofon, kornett, trumpet, ljudeffekter, trombon